# Továrna K. Morstadt
Továrna K. Morstadt je bývalý průmyslový objekt č. p. 475 v Praze 7 - Holešovicích, Dělnická ulice č. o. 43. Objekt byl v letech 2001–2004 přestavěn na kancelářskou budovu.

## Dějiny
Na místě továrny stála Perutzova přádelna bavlny. V roce 1912 zde byla postavena pro farmaceuty F. Ševčíka,
A. Vomáčku a K. Morstadta dvoupatrová továrna podle projektu architekta Jindřicha Pollerta. Stavbu provedla firma Hrůza a Rosenberg, podnikatelství betonových staveb a továrna stavebních výrobků. V továrně se vyráběly oplatkové tobolky pro přípravu léků podle Ševčíkových a Morstadtových patentů.
Po roce 1945 zde sídlila firma Kutov a od roku 1950 národní podnik Interiér Praha.

## Rekonstrukce
V letech 2001–2004 proběhla přestavba objektu na kancelářskou budovu podle projektu Tomáše Novotného. Vinárnu v prostoru bývalé trafostanice navrhl sochař Stefan Milkov.
Od roku 2014 zde sídlí institut Paralelní Polis, který založila umělecká skupina Ztohoven.